# Asexualität
Asexualität bezeichnet die Abwesenheit sexueller Anziehung gegenüber anderen, fehlendes Interesse an Sex oder ein nicht vorhandenes Verlangen nach sexueller Interaktion.
Die Vorsilbe „a-“ in Asexualität bezieht sich nicht auf die Sexualität, sondern auf das Geschlecht, auf welches eine Person sexuell ausgerichtet ist. Da die Begriffe Heterosexualität, Homosexualität oder Bisexualität nicht zwischen der sexuellen und der emotionalen Komponente der Anziehung bzw. des Verlangens differenzieren, kann Asexualität somit in Abgrenzung dazu als eigenständige sexuelle Orientierung oder (bei einer engen Begriffsauslegung) als die Abwesenheit einer sexuellen Orientierung betrachtet werden.
Asexualität ist nicht gleichbedeutend mit sexueller Abstinenz, die nur den Verzicht auf sexuelle Aktivitäten umfasst (trotz vorhandener Fähigkeit und Motivation dafür). 
Ein Teil der Asexuellen hat zwar kein Interesse an sexuellen Aktivitäten mit anderen Menschen, ist aber autoerotisch aktiv.
Manche Asexuelle haben einvernehmlichen Sex, wobei die Gründe dafür sehr unterschiedlich sein können. Am häufigsten werden der Wunsch nach Kindern oder die Pflege der Beziehung mit einem nicht asexuellen Partner genannt.
Kein Zusammenhang besteht zwischen Asexualität und Trieblosigkeit aus medizinischen Gründen (fachsprachlich Anaphrodisie).

Eine Flagge für Asexualität (AVEN-Network-Gewinner 2010):
– schwarz für Asexualität
– grau für Grau-Asexualität, Demi-Sexualität
– weiß für Sexualität
– violett für Gemeinschaft, Community

## Definition und Identität
Die Internet-Plattform Asexual Visibility and Education Network (AVEN) definiert Asexualität als Abwesenheit sexueller Anziehung jedem gegenüber, unabhängig von dessen Geschlecht. Im deutschen Teil des Netzwerks wird Asexualität auch als Abwesenheit des Verlangens nach sexueller Interaktion definiert (laut einer laufenden Forumsumfrage bevorzugten im Jahr 2016 knapp 80 % der Teilnehmer im deutschen Forum diese Definition). Asexualität schließt sexuelle Interaktionen, wie bereits oben erwähnt, nicht grundsätzlich aus. Ob Körperkontakt oder sexuelle Interaktionen als angenehm, unangenehm oder neutral empfunden werden, ist für die Frage nach der Asexualität einer Person unerheblich.
Viele Asexuelle wünschen sich partnerschaftliche Beziehungen ohne sexuelle Aktivitäten. Asexualität schließt somit eine emotionale Ausrichtung auf andere Personen in einem (potentiell) partnerschaftlichen Sinne sowie eine romantische Anziehung nicht aus. Asexualität ist demnach von der Aromantik (dem Fehlen von romantischer Anziehung) abzugrenzen. Asexuelle Menschen können sich unter anderem als homo-, bi-, oder heteroasexuell bzw. als homo-, bi-, oder heteroromantisch sowie als aromantisch bezeichnen.
Asexualität sollte auch nicht mit dem Fehlen einer Libido im Sinne des spontanen Auftretens von sexueller Erregung oder dem Bedürfnis nach Masturbation verwechselt werden. Diese allgemeine Libido kann bei Asexuellen wie bei jedem anderen Menschen stark oder schwach ausgeprägt sein. Dieser Umstand stellt eine Abgrenzung zum Nonlibidoismus (geboren ohne sexuelle Gefühle) dar. Zur Beschreibung der Grauzone zwischen sexuell und asexuell dienen unter anderem der allgemeine Sammelbegriff Grau-Asexualität (wenn sexuelle Anziehung selten, schwach oder als bedeutungslos empfunden wird) sowie eine Vielzahl spezifischer Begriffe wie etwa Demisexualität (sexuelle Anziehung entsteht erst als Folge einer starken emotionalen Bindung). Zusätzlich sind in der Community verschiedene Abkürzungen gebräuchlich wie etwa Ace für einen Asexuellen oder Aroace für einen aromantischen Asexuellen.
Asexualität wird nicht als Krankheit angesehen, da bei Asexualität im Gegensatz zu Störungen der sexuellen Appetenz kein primärer Leidensdruck vorhanden ist und Asexuelle den Umstand selbst als ich-synton empfinden. Im DSM-5, dem amerikanischen Diagnosesystem für psychische Störungen, wird eine Selbstidentifikation als asexuell explizit als Ausschlussgrund für die Diagnose einer sexuellen Appetenzstörung aufgeführt.

## Verbreitung
Die Anzahl von Asexuellen in der Gesellschaft ist unbekannt, da es zu diesem Thema direkt bisher noch keine statistischen Erhebungen gibt. Es existieren jedoch indirekt gewonnene Daten dazu. In einer englischen Studie von 1994, in der 18.000 Briten nach ihren sexuellen Praktiken befragt worden waren, kreuzten ein Prozent der Befragten die Option „Ich habe mich noch nie von jemandem sexuell angezogen gefühlt“ als für sie zutreffend an.
Eine im selben Jahr in den USA durchgeführte Studie mit dem Thema The social organization of sexuality: sexual practices in the United States fragte nicht explizit nach Asexualität, gibt jedoch Hinweise über die Verbreitung eines asexuellen Lebensstils. 13 % der 3500 Befragten hatten nach eigenen Angaben seit mindestens einem Jahr keinen Sex und 2 % überhaupt noch nie in ihrem Leben.
Die Kategorie X in der zwischen 1948 und 1953 erschienenen Kinsey-Skala wird heutzutage oftmals als Einordnung von asexuellen Menschen verstanden. Da sich die Kinsey-Skala aber in hohem Ausmaß am Sexualverhalten sowie am Bereich der sexuellen Fantasien orientiert, ist lediglich von einer teilweisen Überlappung mit Asexualität im Sinne einer Orientierung auszugehen.

## Geschichte
Als Pionierin einer Definition der Asexualität im Sinne einer sexuellen Präferenz gilt Emma Trosse, die 1897 in ihrem Buch Ein Weib? Psychologisch-biographische Studie über eine Konträrsexuelle die Kategorie der „Sinnlichkeitslosen“ als eigene sexuelle Orientierung definierte und sich zugleich zu dieser bekannte. Ebenso wie ihre anderen sexualreformerischen Arbeiten wurde das Buch im Deutschen Reich, in Österreich-Ungarn und dem Russischen Reich bald als unmoralisch verboten und blieb ohne direkte Rezeption.
Am 6. April 2021 fand der erste Aktionstag „Internationaler Tag der Asexualität“ statt. Er soll zu mehr Sichtbarkeit und Aufklärung beitragen und wurde unter anderem von der britischen Aktivistin Yasmin Benoit initiiert.

## Gemeinschaft
Gegen Ende der 1990er Jahre waren im Internet die ersten privaten Seiten zu finden, auf denen Menschen bekannten, kein oder nur wenig sexuelles Verlangen zu haben, und den Begriff Asexualität dafür verwendeten. Gruppen wie die Leather Spinsters (Lederne Jungfern) setzten sich gegen den kulturellen Druck zu sexuellen Beziehungen und für ein sexloses Leben ein. Die niederländische Theater- und Filmstudentin Geraldin Levi Joosten-van Vilsteren erstellte eine Webseite sowie ein Forum unter dem Titel The Official Asexual Society (später The Official Nonlibidoist Society) und auf Yahoo wurde die Gruppe Haven for the Human Amoeba gegründet. Im Jahre 2001 gründete David Jay in St. Louis die Internetplattform AVEN, die seit 2005 auch einen deutschen Ableger besitzt.
Asexuelle Personen können sich als Teil der LGBTQIA-Gemeinschaft verstehen.
Im Akronym LGBTQIA* steht das „A“ für asexuell (Lesbisch, Gay, Bisexuell, Transgender, Queer, Intergeschlechtlich, Asexuell, * für weitere Geschlechtsidentitäten).